# 610-talet f.Kr.

## Händelser
- 619 f.Kr. – Alyattes II blir kung av Lydien.
- 618 f.Kr. – Zhou qing wang blir kung av den kinesiska Zhoudynastin.
- 616 f.Kr. – Lucius Tarquinius Priscus blir Roms femte kung.
- 614 f.Kr. – Mederna och babylonierna plundrar Asshur.
- 612 f.Kr.
  - En allians av meder, babylonier och susianier belägrar och erövrar Nineveh, varvid kung Sin-shar-ishkun av Assyrien dödas under den påföljande plundringen. Ashur-uballit II försöker hålla ihop det assyriska riket, genom att utropa sig själv till kung i Harran, men i och med erövringen av Nineveh faller riket och det nybabyloniska riket ersätter det som områdets stormakt.
  - Babylon, huvudstaden i Babylonien, tar från den assyriska huvudstaden Nineveh över rollen som världens största stad. (Detta är en uppskattning, vars källa återfinns här.)
  - Zhou kuang wang blir kung av den kinesiska Zhoudynastin.
- 610 f.Kr. – Necho II efterträder Psammetikus I som farao av Egypten.

## Födda
- 615 f.Kr. – Sapfo, grekisk vislyriker.
- 610 f.Kr. – Anaximander, grekisk filosof.

## Avlidna
- 619 f.Kr. – Zhou xiang wang, kung av den kinesiska Zhoudynastin.
- 616 f.Kr. – Ancus Marcius, Roms fjärde kung.
- 613 f.Kr. – Zhou qing wang, kung av den kinesiska Zhoudynastin.
- 610 f.Kr. – Psammetikus I, farao av Egypten.